# Saldula villosa
Saldula villosa är en insektsart som först beskrevs av Hodgden 1949.  Saldula villosa ingår i släktet Saldula och familjen strandskinnbaggar. Inga underarter finns listade i Catalogue of Life.